# Río Izoria
El río Izoria es un curso de agua del norte de la península ibérica, afluente del río Nervión por la izquierda. Discurre por la provincia española de Álava.

## Descripción
El Izoria es un riachuelo de la provincia vasca de Álava. Nace en la sierra Salvada y fluye en dirección norte y tras pasar por los alrededores de lugares como Izoria, Olabezar y Murga, termina desembocando en el río Nervión en Marquijana, aguas arriba de Luyando. Aparece descrito en el noveno volumen del Diccionario geográfico-estadístico-histórico de España y sus posesiones de Ultramar de Pascual Madoz de la siguiente manera:

IZORIA: riach. en la prov. de Alava, part. jud. de Amurrio: nace en las peñas de Salvada, dirige su curso hácia el N. por el lado occidental del Nervion, baña los l. de Izoria, Olabezar y Murga, y se junta luego con aquel en el puente de Marquijana, poco antes de llegar á Luyando.
(Madoz, 1847, p. 474)

Las aguas del río terminan vertidas en el mar Cantábrico.